# Straža (Gnjilane)
Pour les articles homonymes, voir Straža.
Straža en serbe latin et Strazhë en albanais (en serbe cyrillique : Стража) est une localité du Kosovo située dans la commune/municipalité de Gjilan/Gnjilane, district de Gjilan/Gnjilane (Kosovo) ou district de Kosovo-Pomoravlje (Serbie). Selon le recensement kosovar de 2011, elle compte 191 habitants, tous serbes.
Selon le découpage administratif du Kosovo, le village est rattaché à la commune/municipalité de Novobërdë/Novo Brdo, dans le district de Pristina.

## Histoire
Situé sur le territoire du village, le monastère Saint-Nicolas remonte au XVIe siècle ; mentionné par l'Académie serbe des sciences et des arts, il est inscrit sur la liste des monuments culturels du Kosovo.

## Démographie

### Évolution historique de la population dans la localité
| 1948 | 1953 | 1961 | 1971 | 1981 | 1991 | 2011 |
| ---- | ---- | ---- | ---- | ---- | ---- | ---- |
| 583  | 633  | 732  | 841  | 684  | 531  | 191  |

|  |